# Hederymowe Persze
Hederymowe Persze (ukr. Гедеримове Перше) – wieś na Ukrainie, w obwodzie odeskim, w rejonie rozdzielniańskim, w hromadzie Zatyszszia. W 2001 liczyła 75 mieszkańców, wśród których 71 wskazało jako ojczysty język ukraiński, a 4 rosyjski.